# Acianthera fabiobarrosii
Acianthera fabiobarrosii  es una especie de orquídea epifita. Es originaria de Brasil donde se encuentra en el Cerrado.

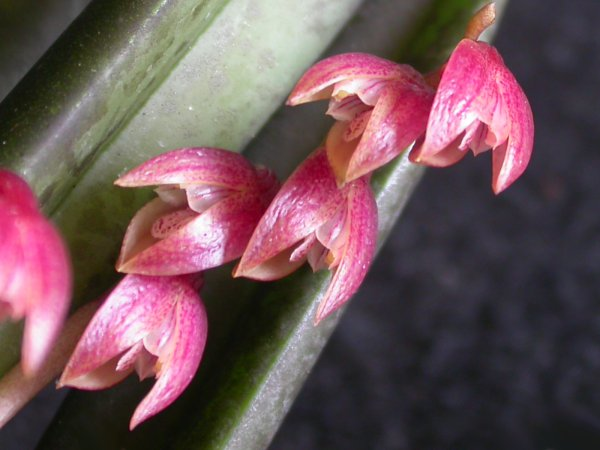
Flor

## Taxonomía
Acianthera fabiobarrosii fue descrita por (Borba & Semir) F.Barros & F.Pinheiro  y publicado en Bradea, Boletim do Herbarium Bradeanum 8: 329. 2002.
Etimología
Acianthera: nombre genérico que es una referencia a la posición de las anteras de algunas de sus especies.
fabiobarrosii: epíteto otorgado en honor del botánico Fábio de Barros.
Sinonimia
- Acianthera fabiobarrosii (Borba & Semir) Borba
- Pleurothallis fabiobarrosii Borba & Semir[4][5]